# Simulium nunesdemelloi
Simulium nunesdemelloi es una especie de insecto del género Simulium, familia Simuliidae, orden Diptera.
Fue descrita científicamente por Hamada, Pepinelli & Hernandez, 2006.